# 1990 у відеоіграх

## Події

### Великі релізи
- 12 лютого 1990 року Nintendo випустила на американський ринок гру Super Mario Bros. 3, продану кількістю понад 17 мільйонів копій.
- 12 липня 1990 Nintendo of America видає на території Північної Америки гру для  NES Final Fantasy, що поклала початок однойменної ігрової серії компанії Square.
- 27 липня Nintendo випускає Dr. Маріо.
- 21 листопада Nintendo випустила в Японії Super Mario World та F-Zero, ігри, що входять в комплект з новою приставкою  Super Famicom. Super Mario World представила гравцям нового персонажа — динозаврика Йоші, який пізніше фігурував у ряді ігор  серії Маріо.
- 14 грудня вийшов  Commander Keen: Marooned on Mars студії id Software, перша частина серії ігор, що поширювалися за принципом shareware.
- Виходить рольова відеогра Eye of the Beholder, розроблена Strategic Simulations, Inc. на основі правил AD&D другої редакції.
- Виходить тактична рольова гра, розроблена колишньою американською компанією-розробником і видавцем комп'ютерних ігор New World Computing (NWC) — King's Bounty (укр. Королівська Нагорода). На платформах: DOS, Apple II, Commodore 64, Macintosh.
- Виходить LHX Attack Chopper — аркадний симулятор військового розвідувально-ударного вертольота.

## Технології

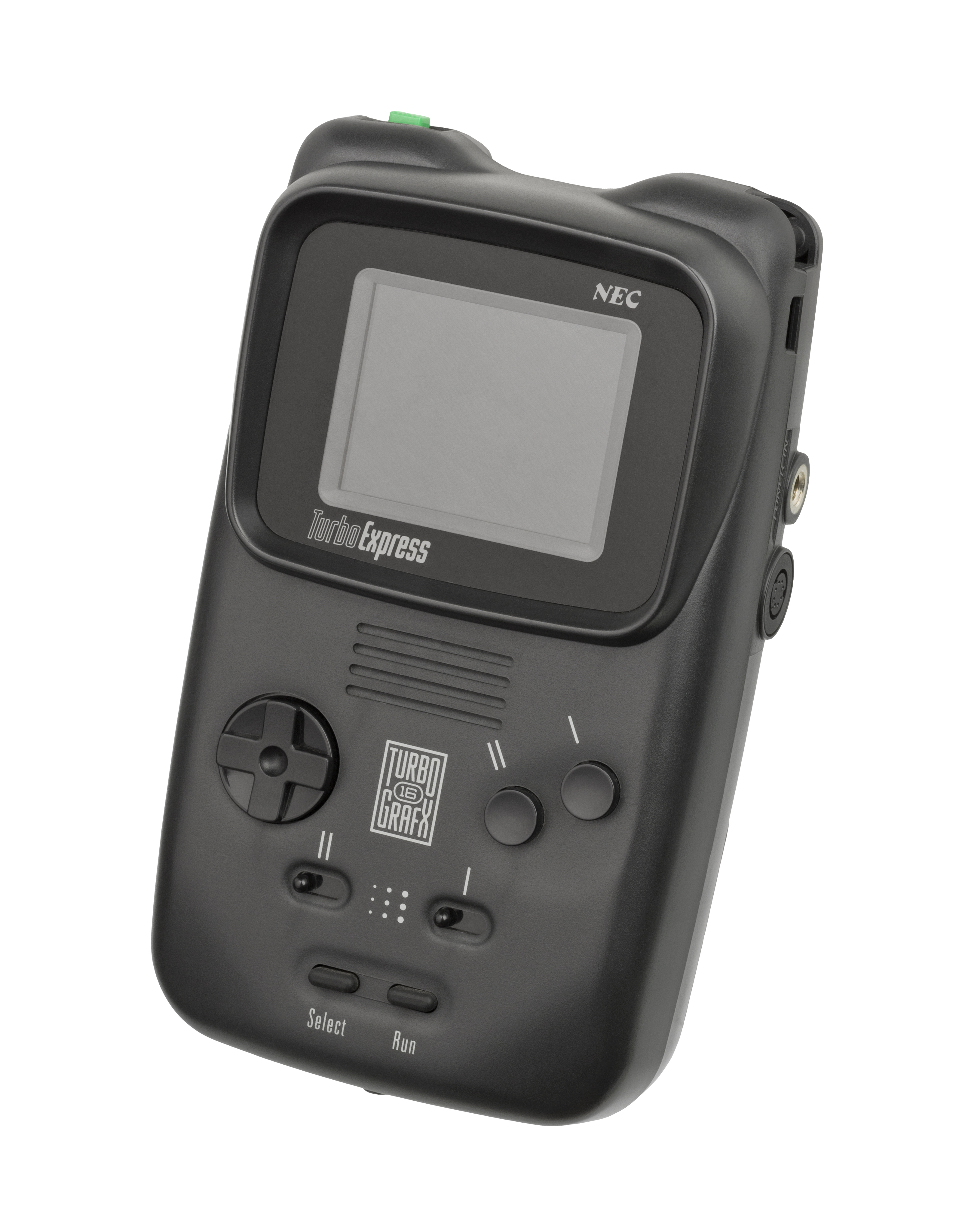
TurboExpress

- Nintendo випустила на японський ринок 16-бітну систему консоль Super Famicom, яка на американському та європейському ринку отримає назву Super Nintendo Entertainment System.
- 30 листопада у Європі почався продаж консолі Sega Mega Drive
- Amstrad припиняє випуск домашніх комп'ютерів ZX Spectrum.
- NEC випускає гральну консоль TurboExpress.

## Індустрія
- Нові компанії: Eidos plc, Interactive Studios, Team17 Software Limited, Natsume Co., Ltd, Revolution Software.